# Новине сербске
Новине сербске су биле прве српске дневне новине, које су се појавиле 1. августа 1813. у Бечу. Пуне три године лист је излазио сваки дан осим недеље и празника, и то је први дневник на српском језику, а затим два пута недељно. До маја 1816. уредништво листа водили су Димитрије Давидовић и Димитрије Фрушић, студенти медицине.
Први српски дневни лист почео је да излази у времену погодном за дневну штампу, у време ратова удружене европске коалиције против Наполеона. Највећи део простора, скоро три четвртине, био је посвећен тим ратовима. Поред ратних вести лист је доносио прокламацију и наредбе владара, указе и наименовања, а на крају редовно „Теченије новца на Виенској берзи“.
После изласка Фрушића из редакције (када је завршио медицину), Давидовић је водио велику борбу за опстанак Новина, јер је њихов тираж и број претплатника од 1816. године сталано опадао, а чему је знатним делом допринела и аустријска цензура, која није дозвољавала новинама ма какво мешање у политику. Уложивши све напоре да спасе лист, Давидовић је 1819. године набавио сопствену штампарију за Новине и покренуо алманах Забавник. Међутим и поред свега, дугови су се само повећавали. Половином 1821. године Давидовић је напустио Беч и прешао у Србију, оставивши Новине свом сараднику, студенту права Петру Матићу.
Матица српска и САНУ издале су фототипски 1813. и прво полугодиште 1814. Новина сербских (1964, 1969).